# 同源多倍体

单倍体、二倍体、三倍体与四倍体

同源多倍体是由某个细胞在分裂过程中姐妹染色单体或同源染色体分离失败使染色体数目加倍造成的多倍体。由于同源多倍体个体每个细胞中染色体组数可能为奇数，使它们在减数分裂中无法正确配对和平均分离，因而同源多倍体个体可能高度不育。
       
同源多倍体发生了正常染色体数的加倍，但是所有的染色体都来源于同一个物种，并且常常是来自同一个个体。同源多倍体可以源于有丝分裂异常，也可源于因减数第二次分裂失败而造成的二倍体配子。同源多倍体常常不育是因为减数分裂时3条或更多条同源染色体不能形成二价体（成对），而是形成多价体（3条或更多的联会染色体）。这使得分裂时发生染色体畸变，配子便不能包含一套完整的染色体。通过实验操作得到的人工同源多倍体往往比他们的二倍体亲本适合度低。

减数分裂错误产生二倍体配子，再自体受精形成同源四倍体

## 同源多倍体类型
- 三倍体：拥有三套染色体，如无籽西瓜以及一些缓步动物门的动物[1]。
- 四倍体：拥有四套染色体，如陆地棉[2]和鲑鱼[3]。
- 六倍体：如普通小麦、奇異果[4]
- 八倍体：如中华鲟、大丽菊
- 十倍体：某些草莓
- 十二倍体：青葙、大米草[5]以及两栖动物乌干达爪蛙